# Hugo von Wilamowitz-Moellendorff
 (juin 2023).
Si vous disposez d'ouvrages ou d'articles de référence ou si vous connaissez des sites web de qualité traitant du thème abordé ici, merci de compléter l'article en donnant les références utiles à sa vérifiabilité et en les liant à la section « Notes et références ».
Hugo Theodor Wichardt baron von Wilamowitz-Moellendorff (né le 18 juin 1840 au manoir de Markowitz, arrondissement d'Inowrazlaw (de) et mort le 30 août 1905 au manoir de Kobelnik (pl), arrondissement de Strelno (de)) est un junker, homme politique et président de la province de Posnanie. À ce poste, il échoue à la fin des années 1890 dans sa politique d'entente entre Polonais et Allemands en raison de la résistance de la droite radicale de l'Association allemande des marches de l'Est.

## Biographie
Hugo von Wilamowitz-Moellendorff est issu de la famille de junkers Wilamowitz-Moellendorf, d'origine polonaise, installée en Prusse depuis le deuxième partage de la Pologne (1793) et remontant au maréchal Wichard von Möllendorff (1724-1816). Le père d'Hugo, Arnold baron von Wilamowitz-Moellendorff (1813–1888), est le plus jeune des trois fils adoptifs du général. L'aînesse est courante dans la famille, c'est pourquoi seul Hugo, en tant que fils aîné, peut hériter du titre de baron. L'un de ses frères est le philologue classique Ulrich von Wilamowitz-Moellendorff (1848-1931).
Hugo von Wilamowitz-Moellendorff étudie au lycée de Bromberg et à l'Académie de chevalerie de Brandebourg-sur-la-Havel en 1857, où il réussit l'examen d'inscription en 1859. Il étudie ensuite le droit et l'économie politique. Plus tard, il passe à l'Université Robert-Charles de Heidelberg et l'Université Frédéric-Guillaume de Berlin. Depuis 1861, il est membre du Corps Saxo-Borussia Heidelberg. Après avoir obtenu son diplôme, il fait son service militaire et rejoint la Landwehr en tant qu'officier de réserve.
Il se marie avec Joséphine von Roy (1849-1885) en 1868, et c'est de cette relation qu'est né, entre autres, le fils aîné Friedrich-Wilhelm (1872-1944), élevé au rang de baron. De son deuxième mariage avec Lili von Schenk est née sa fille Luise, mariée à von Ribbeck
Après le service militaire, Wilamowitz commence sa carrière dans l'administration, d'abord au tribunal de district de Berlin et plus tard dans le gouvernement de sa province natale de Posnanie. Déjà en 1867, il est chargé de l'administration de l'arrondissement d'Inowrazlaw (de). Après neuf ans de service, il reprend les domaines de son père à Markowitz et Kobelnik en 1876 après la retraite de son père Arnold. Son jeune frère Ulrich devient professeur à Greifswald cette année-là. En tant que propriétaire terrien, Wilamowitz est impliqué dans la politique. En 1876, il est élu à la Chambre des représentants de Prusse en tant que candidat du Parti conservateur allemand pour la 2e circonscription de Posen-Campagne. Au cours de la seule législature (jusqu'en 1879) où il est député de la Chambre des représentants, Wilamowitz se fait un nom à Posen et à Berlin. En 1884, il est nommé au Conseil d'État prussien.
Depuis 1888, il est président du comité provincial de Posnanie. Son père Arnold meurt également cette année-là et Hugo von Wilamowitz-Moellendorff reçoit un mandat de l'empereur en tant que député de la Chambre des seigneurs de Prusse et est élevé au rang de baron. Sa carrière culmine en 1890 lorsqu'il est nommé haut président de la province de Posnanie. À ce titre, il recherche l'entente entre Polonais et Allemands dans les provinces et entre en conflit avec les Junkers radicaux de Prusse-Orientale qui fondent l'Association allemande des marches de l'Est et qui, notamment par l'intermédiaire de Ferdinand von Hansemann (de), Hermann Kennemann (de) et Heinrich von Tiedemann-Seeheim (de) (HKT, d'où les « Hakatistes » ) entravent la politique de Wilamowitz. En 1897, le haut président s'adresse au gouvernement prussien à Berlin dans un mémorandum qui n'est pas pris en compte. En 1899, Wilamowitz est remplacé par Rudolf von Bitter le Jeune en tant que haut président et se retire dans son domaine de Kobelnik. C'est là qu'il meurt le 30 août 1905 des suites d'une crise cardiaque lors d'une promenade à cheval. De 1894 à sa mort, il est commendataire dans l'ordre de Saint-Jean  de la coopérative provinciale de Poznań et chef de la convention de cette zone régionale de la congrégation.